# Une famille respectable
Une famille respectable (Yek khanévadéh-é mohtaram) est un film iranien réalisé par Massoud Bakhshi, sorti en 2012 et présenté à la Quinzaine des réalisateurs lors du Festival de Cannes 2012.

## Synopsis
Arash est un universitaire iranien qui vit en Occident. Il retourne donner des cours à Chiraz où vit sa mère, loin de Téhéran. Entraîné dans un tourbillon d'intrigues familiales et financières, il replonge dans un pays dont il ne possède plus les codes. À la mort de son père, découvrant ce qu'est devenue sa « famille respectable », il est contraint de faire des choix.

## Fiche technique
- Genre : Film dramatique
- Durée : 90 minutes

## Distribution
- Babak Hamidian, Arash
- Mehrdad Sedighian,
- Mehran Ahmadi,
- Ahou Kheradmand
- Behnaz Jafari

## Prix et distinctions
- 2010 : film Lauréat de la Fondation Gan pour le Cinéma[1]